# Caña!
Caña es un álbum recopilatorio de Attaque 77 que sólo se comercializa en España y países de Europa.

## Canciones
1. Donde las águilas se atreven
2. Santiago
3. Francotirador
4. Cuánta cerveza
5. Degeí
6. El Perro
7. Pagar o morir
8. Chicos y perros
9. Redemption Song
10. Cuarto poder
11. Muerta
12. América
13. San Fermín
14. Alza tu voz
15. Cambios
16. ¿Cuál es el precio?
17. Guerra en el complejo
18. Ya me aburrí